# Rye (New York)
Rye je grad u američkoj saveznoj državi New York. Prema popisu stanovništva iz 2010. u njemu je živjelo 15.720 stanovnika.

## Vanjske poveznice
|  | Zajednički poslužitelj ima još gradiva o temi Rye (New York) |